# 이발사의 역설
이발사의 역설(barber paradox, 바버 파라독스)은 러셀의 역설에서 비롯된 퍼즐의 하나이다. 버트런드 러셀 자신이 역설을 묘사하기 위해 직접 사용하였으나 그는 이 역설의 공을 해당 역설을 제안한 무명의 사람에게로 돌렸다. 명백히 그럴듯한 시나리오가 논리적으로 불가능하다는 것을 보여준다.

## 역설
마을에서 단 한 명의 이발사(남성)는 스스로 수염을 깎지 않는 모든 사람의 수염을 면도하고 그 이외의 사람의 수염은 깎지 않는다고 가정한다. 여기서 문제는 "이발사는 자신의 수염을 면도하는가?"이다.
이 질문에 답변할 경우 모순이 발생한다. 이발사는 스스로 면도를 하지 않는 사람에게만 면도를 수행하므로 스스로 면도를 할 수 없다. 이처럼 스스로 면도를 한다면 그는 이발사 일을 그만두게 된다. 이와 반대로, 이발사가 스스로 면도를 하지 않는다면 그는 이발사에게 면도를 받는 사람의 그룹에 속하게 되므로 이발사로서 그는 스스로 면도를 해야 한다.

## 같이 보기
- 칸토어의 정리
- 괴델의 불완전성 정리
- 정지 문제